# Cognició quàntica
La cognició quàntica és un camp emergent que aplica el formalisme matemàtic de la teoria quàntica per modelar fenòmens cognitius com ara el processament de la informació pel cervell humà, el llenguatge, la presa de decisions, la memòria humana, els conceptes i el raonament conceptual, el judici humà i la percepció. El camp es distingeix clarament de la ment quàntica, ja que no depèn de la hipòtesi que hi hagi quelcom microfísic de mecànica quàntica sobre el cervell. La cognició quàntica es basa en el paradigma quàntic o paradigma quàntic generalitzat o paradigma d'estructura quàntica que processa la informació per sistemes complexos com el cervell, tenint en compte la dependència contextual de la informació i raonament probabilístic, es pot descriure matemàticament en el marc de la informació quàntica i la teoria de la probabilitat quàntica.
La cognició quàntica utilitza el formalisme matemàtic de la teoria quàntica per inspirar i formalitzar models de cognició que pretenen ser un avenç sobre els models basats en la teoria de la probabilitat. El camp se centra en la modelització de fenòmens de la ciència cognitiva que s'han resistit a les tècniques tradicionals o on els models tradicionals semblen haver arribat a una barrera (per exemple, la memòria humana), i la modelització de preferències en la teoria de la decisió que semblen paradoxals des d'un punt de vista racional tradicional. (p. ex., inversions de preferències). Com que l'ús d'un marc teòric quàntic té finalitats de modelització, la identificació d'estructures quàntiques en fenòmens cognitius no pressuposa l'existència de processos quàntics microscòpics en el cervell humà.

## Principals temes de recerca

### Models quàntics de processament de la informació ("cervell semblant al quàntic")
El cervell és definitivament un sistema físic macroscòpic que funciona a escales de temps, espai i temperatura que, des de la visió general, difereix de manera crucial de les escales quàntiques corresponents. Els fenòmens de física quàntica macroscòpica, com el condensat de Bose-Einstein, també es caracteritzen per condicions especials que definitivament no es compleixen al cervell. En particular, la temperatura del cervell és simplement massa alta per poder realitzar un processament d'informació quàntica real, és a dir, utilitzar portadors quàntics d'informació com fotons, ions o electrons. Com s'accepta habitualment en la ciència del cervell, la unitat bàsica del processament de la informació és una neurona. És evident que una neurona no pot estar en la superposició de dos estats: disparant i no disparant. Per tant, no pot produir superposició jugant el paper bàsic en el processament de la informació quàntica. Les superposicions d'estats mentals es creen per xarxes complexes de neurones (xarxes neuronals clàssiques). La comunitat de cognició quàntica afirma que l'activitat d'aquestes xarxes neuronals pot produir efectes descrits formalment com a interferència (de probabilitats) i entrellaçament. En principi, però, la comunitat no intenta crear models concrets de representació de la informació "semblant a quàntics" al cervell.

### Presa de decisions
Suposem que una persona té l'oportunitat de jugar dues rondes de l'aposta següent: un llançament de moneda determinarà si el subjecte guanya 200 $ o perd 100 $. Suposem que el subjecte ha decidit jugar la primera ronda i ho fa. A alguns subjectes se'ls dona el resultat (guanyar o perdre) de la primera ronda, mentre que a altres subjectes encara no se'ls dona cap informació sobre els resultats. Aleshores, l'experimentador pregunta si el subjecte vol jugar la segona ronda. La realització d'aquest experiment amb subjectes reals dona els següents resultats:
1. Quan els subjectes creuen que han guanyat la primera ronda, la majoria dels subjectes opten per jugar de nou a la segona ronda.
2. Quan els subjectes creuen que han perdut la primera ronda, la majoria opten per jugar de nou a la segona ronda.

Tenint en compte aquestes dues opcions separades, d'acord amb el principi de la certesa de la teoria de la decisió racional, també haurien de jugar la segona ronda encara que no coneguin o pensin en el resultat de la primera ronda. Però, experimentalment, quan als subjectes no se'ls informa els resultats de la primera ronda, la majoria d'ells rebutgen jugar una segona ronda. Aquesta troballa viola la llei de la probabilitat total, però es pot explicar com un efecte d'interferència quàntica d'una manera similar a l'explicació dels resultats de l'experiment de doble escletxa en física quàntica. Violacions similars del principi de la certesa es veuen en estudis empírics sobre el dilema del presoner i també s'han modelat en termes d'interferència quàntica.

## Judicis de probabilitat humana
La probabilitat quàntica proporciona una nova manera d'explicar els errors de judici de probabilitat humana, inclosos els errors de conjunció i disjunció. Un error de conjunció es produeix quan una persona considera que la probabilitat d'un esdeveniment probable L i un esdeveniment improbable U és més gran que l'esdeveniment improbable U; un error de disjunció es produeix quan una persona considera que la probabilitat d'un esdeveniment probable L és més gran que la probabilitat d'un esdeveniment probable L o un esdeveniment poc probable U. La teoria de la probabilitat quàntica és una generalització de la teoria la probabilitat bayesiana perquè es basa en un conjunt de axiomes de von Neumann que relaxen alguns dels clàssics axiomes de Kolmogorov. El model quàntic introdueix un nou concepte fonamental a la cognició: la compatibilitat versus la incompatibilitat de les preguntes i l'efecte que això pot tenir en l'ordre seqüencial dels judicis. La probabilitat quàntica proporciona una explicació senzilla dels errors de conjunció i disjunció, així com molts altres resultats, com ara els efectes d'ordre en els judicis de probabilitat.